# Lacanobia albolineata
Lacanobia albolineata là một loài bướm đêm trong họ Noctuidae.